# 彼得的葬禮
《彼得的葬禮》（日语：ペテロの葬列）為2014年的日本電視劇，2014年7月7日至9月15日於TBS電視台的週一晚間八點的「懸疑劇場」時段播出，改編自推理小說作家宮部美幸的杉村三郎系列同名小說（台灣中文版書名為《聖彼得的送葬隊伍》）。

## 登場人物

### 主要登場人物
- 杉村三郎：小泉孝太郎（香港配音：鄧肇基）
- 間野京子：長谷川京子（香港配音：莎拉）
- 杉村菜穗子：國仲涼子（香港配音：顧詠雪）

### 社內報編輯部
- 園田瑛子：室井滋（香港配音：莊巧怡）
- 手島雄一郎：室剛
- 椎名遙：岡本玲
- 井手正男：千葉哲也
- 野本敦弘：犬飼貴丈（香港配音：張振熙）

### 今多財團相關人物
- 今多嘉親：平幹二朗
- 森信弘：柴俊夫
- 橋本真佐彦：高橋一生
- 今多小夜子：安蘭慶
- 高野千夏：映美本山
- 水田大造：本田博太郎（香港配音：李家傑）
- 杉村桃子：小林星蘭

### 巴士綁架案相關人物
- 佐藤一郎／暮木一光／羽田光昭（巴士綁架犯）：長塚京三（10歳：黑田博之／32歳：眞田規史）（香港配音：李家傑）
- 田中雄一郎（人質，金屬製造工廠的老闆）：峰龍太（香港配音：陳健豪）
- 迫田豐子（人質，老婦人）：島香織（香港配音：鄧潔麗）
- 柴野和子（人質，巴士司機）：青山倫子（香港配音：陳雪瑩）
- 坂本啓（人質，大學中輟生）：細田善彦
- 前野梅（人質，立志成為西點師傅的女孩）：清水富美加（香港配音：顧詠雪）
- 山藤誠（千葉縣警察特務課談判專家）：金山一彦
- 今内大輔（山藤的部下）：西村元貴
- 早川多惠（羽田的兒時玩伴）：富士真奈美（10歳：高橋茉綾／少女：脇坂優美奈／32歳：上田愛美）（香港配音：莎拉）

### 其他
- 足立則生：澀川清彥
- 高越勝巳：水橋研二
- 井村繪里子：入山法子

### 各集登場人物
登場次數多於一集的角色皆在括弧内註明集數。

#### 第1集
- 森彌生（森的妻子，認知症患者）：山口果林（第4、8集，完結篇）
- 谷垣太一（前社内報「青空」編輯部副總編輯，屆齡退休）：山崎大輔
- 加西新（前社内報「青空」編輯部部員，轉任至外資企業）：森崎溫（森崎ウィン）
- 遠山美緒子（今多財團董事長秘書室室長，會長第1秘書）：佐藤直子（第6，8集）
- 山本（森家的幫傭）：兎本有紀（第4集）
- 佐佐木（董事長秘書室兼社長秘書）：桃香
- 柴野佳美（柴野的女兒）：篠川桃音（第6集）

#### 第3集
- 老婦人（播磨屋酒店社長）：中尾美禰（特別演出）（第9集）
- 範田亞子（菜穗子的主婦好友）：堂珍敦子
- 田中雄介（田中的兒子）：町田啓太（第7集）
- 田中葵（田中的妻子）：千葉雅子
- 酒店老闆（老婦人的丈夫，播磨屋酒店專務董事）：久保酎吉
- 小羽雅次朗（日商地區開發協會代表）：仲雅美（第5、7、9集）

#### 第5集
- 北見一郎（偵探，已故）：大杉漣
- 北見容子（北見的妻子）：加藤藍子（第6集）
- 猿田茂（古猿庵商事社長）：櫻木健一
- 北見司（北見的兒子）：松本岳（第6集）
- 間野廣太（間野的兒子）：庵原匠悟（第6－8集，完結篇）

#### 第6集
- 迫田美和子（豐子的女兒）：安藤玉恵（第7集）

#### 第7集
- 岩田真治（今多財團工會勞務對策委員）：大西武志
- 鎌田耕次郎（今多財團人事部人事管理課）：海斗

#### 第8集
- 早川良夫（早川的兒子）：下嶋兄[2]（第10集）
- 佐竹未紀（克莉絲蒂海風設施負責人）：曽川留三子

#### 第9集
- 松岡浩平（柴野的同事）： 須間一也（第10集）
- 高東憲子（日商地區開發協會高級會員）：三谷侑未
- 羽田大吉（羽田的父親，死於火災事故）：池田稔
- 羽田良子（羽田的母親，死於火災事故）：大澤桂子
- 羽田光延（羽田的哥哥，死於火災事故）：杉浦諒祐

#### 第10集
- 清田由樹央（律師）：野間口徹
- 工藤將人（清潔公司清潔員）：杉浦雙亮

## 外部連結
- TBS電視台官方網站 （页面存档备份，存于）（日語）
- 彼得的葬禮的X（前Twitter）（日語）

| 日本TBS 週一懸疑劇院（） 星期一 20:00至20:54 | 日本TBS 週一懸疑劇院（） 星期一 20:00至20:54 | 日本TBS 週一懸疑劇院（） 星期一 20:00至20:54 |
| -------------------------------------------- | -------------------------------------------- | -------------------------------------------- |
|                                              | 彼得的葬禮 （2014.7.7 - 2014.9.15）          |                                              |
| （2014.4.14 - 2014.6.23）                    | （2014.10.20 - 2014.12.22）                  |                                              |

| 香港 TVB日劇台 星期五 14:30 - 16:30、17:30 - 19:30、20:30 - 22:25及23:30 - 01:30 | 香港 TVB日劇台 星期五 14:30 - 16:30、17:30 - 19:30、20:30 - 22:25及23:30 - 01:30 | 香港 TVB日劇台 星期五 14:30 - 16:30、17:30 - 19:30、20:30 - 22:25及23:30 - 01:30 |
| -------------------------------------------------------------------------------- | -------------------------------------------------------------------------------- | -------------------------------------------------------------------------------- |
|                                                                                  | 彼得的葬禮 （2015.04.10 - 2015.05.15）                                           |                                                                                  |
| 愛上哪個我（原音版）（15:45 - 18:00） （2015.01.30 - 2015.04.03）                | （2015.05.22 - 2015.06.19）                                                      |                                                                                  |